# 日本—索马里关系
日本－索马里关系是日本与索马里之间的双边关系。

## 历史
1960年，索马里共和国独立，日本与索马里建立了外交关系。1982年，索马里政府在东京设立了大使馆，但是该馆后来在1990年被关闭。
在1991年索马里内战开始之后，日本当局通过各种国际组织认捐了发展资金。2012年8月，索马里联邦政府成立，日本当局对此表示欢迎，并且重申了日本对索马里政府及其领土和主权完整的支持。
2013年，日本首相安倍晋三宣布日本将恢复对索马里的直接援助，特别是在安全、工业发展、双边贸易和投资等领域。

## 协议
2014年3月，索马里总统哈桑·谢赫·马哈茂德携外交与国际合作部长阿布迪拉赫曼·杜阿勒·贝利、规划部长赛义德·阿卜杜拉希·穆罕默德、公共工程与重建部长纳迪福·穆罕默德·奥斯曼等索马里政府代表团对东京进行了为期四天的访问。他们在那里会见了寺田達志大使和其他日本政府高级官员。马哈茂德总统及其代表团还与安倍晋三首相就加强双边关系以及对索马里畜牧和农业发展专业人员的能力培训进行了磋商。马哈茂德还会见了明仁天皇以及日本基金会的领导人，他们讨论了农业、渔业、海洋资源和牲畜部门的项目建议。在访问了日本海岸警卫队中心和横滨港之后，马哈茂德请求日本为索马里海岸线的发展计划提供援助。他还在日本国家记者俱乐部举行的一次会议上建议，日本在索马里教育方面的投资应重新集中于青年职业教育中心，以确保发展的可持续性。访问结束时，日本首相安倍宣布，他的政府将提出一项4千万美元的资金计划，用于重建索马里警察部队、救济服务和创造就业机会。日本国会议长山崎正昭也承诺，他的政府将帮助重建位于摩加迪沙的索马里议会大厦——人民大厦。马哈茂德赞扬日本政府加强双边支持，并建议发展倡议将集中于青年和妇女职业培训、海事和渔业培训、渔业和农业基础设施发展以及通信和信息技术支持。